# België op de Paralympische Winterspelen 1976
België is een van de landen die deelnam aan de Paralympische Winterspelen 1976  in het Zweedse Örnsköldsvik.

## Deelnemers en resultaten
(m) = mannen, (v) = vrouwen 

### Langlaufen
| Paralympiër           | Onderdeel              | Resultaat | Prestatie      |
| --------------------- | ---------------------- | --------- | -------------- |
| Andre van den Bussche | 10 km Klasse A (m)     | 25ste     | 1:20:25        |
| Andre van den Bussche | 3x10 km Klasse A-B (m) | 10de      | 3:08:30        |
| Julien van Herreweghe | 10 km Klasse A (m)     | DNF       | Niet Gefinisht |
| Lucien van Rennebog   | 10 km Klasse A (m)     | DNF       | Niet Gefinisht |
| Remi Standaert        | 10 km Klasse B (m)     | 18de      | 1:27:35        |
| Remi Standaert        | 3x10 km Klasse A-B (m) | 10de      | 3:08:30        |
| Roger Hendrickx       | 10 km Klasse B (m)     | 14de      | 58:54          |
| Roger Hendrickx       | 3x10 km Klasse A-B (m) | 10de      | 3:08:30        |

België · 
Bondsrepubliek Duitsland · 
Canada · 
Finland · 
Frankrijk · 
Groot-Brittannië · 
Japan · 
Joegoslavië · 
Noorwegen · 
Oeganda · 
Oostenrijk · 
Polen · 
Tsjecho-Slowakije · 
Verenigde Staten · 
Zweden · 
Zwitserland